# Ени-Дунья
Ени́-Дунья́ (тур. Yeni Dünya — досл. «Новый Мир», «Новая Земля», укр. Єні́-Дунья́), Хаджибе́йская кре́пость (тур. Hacıbey kalesi, укр. Хаджибейська фортеця) — турецкая крепость, располагавшаяся на берегу Одесского залива рядом с турецким поселением Хаджибей. Построена в 1764 году, взята русскими войсками 14 (25) сентября 1789 года.

## Конструкция крепости
Крепость возвышалась над обрывистым приморским берегом и простиралась примерно от Воронцовского дворца до середины Приморского бульвара. Крепость имела почти четырёхугольную форму и была окружена высокой стеной с бойницами и круглыми башнями по бокам. В центре обращенной к берегу крепостной стены находилась широкая прямоугольная главная башня с аркой ворот посередине и конусообразной крышей. Со стороны суши крепость была окружена земляным валом. Посередине возвышался пашинский дом не более шести саженей в длину и четырёх в ширину. В стороне от дома устроена была глубокая мина для хранения пороха. В мирное время 4 пушки торчали по углам крепости.

## История
В 1764 году рядом с Хаджибеем, населённым греками и едисанскими (ногайскими) татарами, турки возводят крепость Ени-Дунья.
Подробный отчет о крепости и поселении, её окружавшем, сохранился в рапорте русского разведчика Ивана Исленьева План новопостроенного на берегу моря турецкого города Гаджибей, который в 1766 году был послан под видом купца для тайного снятия плана крепости.
С началом Русско-турецкой войны 1768—1774 годов на Хаджибейскую крепость несколько раз нападают запорожцы, но не наносят никакого серьёзного ущерба, ограничиваясь разграблением близлежащих поселений (захватив большое количество лошадей, овец и даже верблюдов). Лишь в 1774 году, перед самым заключением мира её удалось захватить, но всего на несколько месяцев — по условиям договора Россия обязалась до 1-го августа 1774 году очистить захваченные у Турции территории на правобережье Днепра. Перед уходом русских войск крепость была основательно разрушена.
После 1774 года турки улучшают укрепления крепости.

### Взятие крепости
Во время Русско-турецкой войны 1787—1791 гг. крепость активно снабжала осаждённый Очаков, что не могло не привлечь внимание русских военачальников. Поэтому российское командование приказало черноморским казакам во главе с атаманом Захаром Чепигой провести разведку в районе Хаджибея. После этого казаки устроили целую серию рейдов на крепость, в результате которых сожгли арсенал и склад с продовольствием.
После падения Очакова внимание российского командования переключилось на территорию нынешней Одесской области.

### Ход битвы
Силы Хосе де Рибаса были разделены на три части: первая занималась штурмом непосредственно самой крепости, вторая — захватом её форштадта, поселения Хаджибей, третья отрезала туркам путь из крепости к кораблям.
Эффект внезапности должен был сыграть важную роль в штурме, но достичь его было сложно из-за степной местности региона. Поэтому днём войска скрывались в Кривой балке, а ночью выдвинулись к Военной балке.
Утром 14 сентября 1789 года состоялся получасовой штурм крепости. Турецкие корабли вели огонь по войскам де Рибаса, но батарея, присланная Иваном Гудовичем, заставила их отойти от берега. Два корабля были взяты на абордаж казаками.
В ходе боя российская сторона потеряла 5 человек, османская — около 200. В плен было взято 79 человек, в том числе двухбунчужный турецкий паша Ахмет-бей.

## Версия о двух разных крепостях
Существует гипотеза, согласно которой Хаджибейская крепость и крепость Ени-Дунья представляют собой два разных укрепления. Согласно этой теории, Ени-Дунья располагалась не на территории современной Одессы, а к западу от устья Тилигульского лимана.
Ф. К. Брун, писал, что к западу от Очакова и Гасан-Кале (сейчас Рыбаковка) 
«при Тилигуле была Возия, а на другой стороне Тилигула — крепость Иенидуни».
Летом 1993 года при археологическом обследовании долины Тилигула на мысу, образуемом западным берегом дола и обрывом к морю, было обнаружено небольшое поселение турецкого времени. Со стороны степи мыс поперечно огражден сильно оплывшим земляным валом. Поселение датируется примерно серединой XVIII века.